# Molophilus toxopeanus
Molophilus toxopeanus là một loài ruồi trong họ Limoniidae. Chúng phân bố ở miền Australasia.